# Shileidy Epifânio
Shileidy Epifânio (ur. 22 września 1978) – brazylijska judoczka.
Startowała w Pucharze Świata w 1998. Wicemistrzyni igrzysk Ameryki Południowej w 1998 roku.